# Rožkovany
Rožkovany és un poble i municipi d'Eslovàquia. Es troba a la regió de Prešov, al nord del país.

## Història
La primera referència escrita de la vila data del 1330.

## Demografia
| Godina             | 1994 | 2004    | 2014   | 2024   |
| ------------------ | ---- | ------- | ------ | ------ |
| Nombre de persones | 1150 | 1284    | 1331   | 1322   |
| Diferència         |      | +11,65% | +3,66% | −0,67% |

| Godina             | 2023 | 2024   |
| ------------------ | ---- | ------ |
| Nombre de persones | 1323 | 1322   |
| Diferència         |      | −0,07% |